# 驻马店市
驻马店市，古称豫州、蔡州、汝南、汝宁，别称天中、驿城、驿都，是中华人民共和国河南省下辖的地级市，位于河南省中部偏南。市境南接信阳市，西达南阳市，西北界平顶山市，北临漯河市、周口市，东邻安徽省阜阳市。地处豫西山区东缘和豫东平原区交界，地势西高东低。境内主要为淮河流域，有洪河、汝河、泌阳河等河流。全市总面积15,086平方公里，总人口692.2万人，市政府驻驿城区开源大道。

## 名称
驻马店是因為“旧为遂平至明港间驿马驻所”为交通要冲，是南来北往的信使、官宦驻驿歇马之地，并因此而得名；亦有說法指是因為古時這裡以苎麻知名，所以被稱為苎麻店；明成化十年（1474年）崇简王朱见泽在此设南北驿站，改苎麻店为驻马店。1999年，驻马店市政府申请改名为天中市，但并未被采纳。

## 历史
古为豫州之地。西周武王灭商后，封其五弟叔度于蔡。武王死后发生三监之乱，周公旦打败蔡叔度。周成王把蔡地封给蔡叔度之子蔡仲胡为国，定都于今上蔡县。春秋初期为蔡国地，后楚国日漸强大。蔡灵侯十二年（前531年），楚灭蔡。三年后蔡平侯复蔡国，并迁都吕亭（今新蔡县）。蔡昭侯二十六年（前493年），由于楚国逼迫，蔡国迁都寿州（即下蔡，今安徽省寿县）。
战国时期，境内已大部分属楚，最终蔡国于蔡侯齐四年（前447年）被楚国吞并。秦朝设郡县制，境内大部属颍川郡，置上蔡、新蔡、平舆三县于今境。西汉高祖四年（前203年）置汝南郡，治上蔡县，隶属豫州刺史部；又于今确山县境内置朗陵县、阳安县和安昌侯国。东汉汝南郡移治平舆县，后汝南郡治所屡次迁移，三国年间迁至息县。建安三年（198年）于朗陵县置阳安郡，寻废。晋末又屡置新蔡郡。
东晋义熙十四年（418年），汝南郡移治悬瓠城（今汝南县）。《水经》曰：“汝水至汝南郡西北，支左别出一支，又屈东转南形若垂瓠，故号悬瓠城。”南朝宋元嘉末侨置司州于悬瓠城。北魏废朗陵县，移安昌县至原朗陵县，即今朗陵城。延兴二年（472年）改司州为豫州，置汝南郡。神龟二年（519年）改上蔡县为临汝县。北齐年间废临汝县、阳安县。北周于悬瓠城置总管府。大象二年（580年）改豫州置舒州。
隋开皇初改舒州为豫州，废汝南郡。开皇三年（583年）移安昌县至今确山县城。开皇十六年（596年）改安昌县为朗山县。仁寿四年（604年）改豫州置溱州。大业二年（606年）改溱州为蔡州，复置上蔡县，并设汝阳县（今汝南县）。大业三年（607年）复为汝南郡，治汝阳县。唐武德四年（621年）复置豫州。天宝元年（742年）复改汝南郡，乾元元年（758年）复为豫州。宝应元年（762年）为避唐代宗李豫讳，改豫州为蔡州，五代因之。
宋于蔡州置淮康军。北宋大中祥符五年（1012年）因避宋圣祖赵玄朗之讳，改朗山县为确山县。南宋建炎二年（1128年）蔡州被金攻陷。金泰和八年（1208年）于蔡州置镇南军。金朝末年，金哀宗由汴梁迁都于蔡州。天兴三年（1234年），南宋与蒙古帝国联军攻陷蔡州城，金朝亡。元至元三十年（1293年）升蔡州为汝宁府，隶河南江北等处行中书省。
明仍置汝宁府，隶河南布政使司。明初撤确山县入汝阳县。洪武十四年（1382年）复置确山县。成化十年（1474年）崇简王朱见泽就藩汝宁府，并置驿站，始有“驻马店”一名。成化十一年（1475年），确山县改隶信阳州。弘治二年（1489年）确山县复归汝宁府。清因明制。光绪二十四年（1898年）在驻马店设汝确分县，民国初废。
民国二年（1913年），全国废府，故废汝宁府，改汝阳县为汝南县，隶豫南道，次年改为汝阳道。1927年废道。民国二十一年（1932年）设河南省第八行政督察区，驻汝南县。第二次国共内战期间，今境属中共豫皖苏解放区。
中华人民共和国成立后，1949年设立确山专区，并设驻马店市为专署驻地；同年确山专区并入信阳专区，驻马店市由信阳专区领导。1952年驻马店撤市改镇，并入确山县，1953年复置，1958年再并入确山县。1965年7月，析信阳专区遂平、西平、上蔡、汝南、平舆、新蔡、正阳、确山、泌阳9县设立驻马店专区，专署驻确山县驻马店镇。1969年驻马店专区改称驻马店地区。1980年复置驻马店市，由驻马店地区领导。2000年6月，撤销驻马店地区，设立地级驻马店市，原县级驻马店市改置驿城区。

河南“75·8”水库溃坝洪水淹没范围

1975年8月，台风尼娜为河南等地带来暴雨，最终引致河南“75·8”溃坝事件。驻马店地区板桥、石漫滩两座大型水库，以及数十座中小型水库同时垮坝溃决，造成29个县市被淹，1100万亩农田受到毁灭性的灾害，1100万人受灾，24万人死亡，倒塌房屋596万间，冲走耕畜30.23万头，猪72万头，京广线被冲毁102公里。2005年该事件被美国《探索频道》评为世界历史上最重大的人为技术灾难第一名。

## 自然地理
驻马店市位于北纬32°18' -- 33°35 ' ，东经113°10' -- 115°12',东西长191.5公里，南北宽137.5公里，总面积15083平方公里，占全省总面积8.9%。东与安徽阜阳接壤，西与南阳相连，北与周口、漯河和平顶山交界，南与信阳毗邻。

### 地貌
主要有山地、丘陵、岗地、平原等地貌类型。平原面积广阔，全市80%左右的土地均为平原，是中国重要的粮食生产区。山地包括豫南桐柏山向西延伸的余脉，山地面积为1950平方公里，占全市土地总面积的13%。

### 水系
从北到南依次是：洪河、汝河、溱头河。河流都是淮河和长江的支流，分东西两个流向。向东流者属淮河的支流，向西流者为长江的支流。两者均发源于西部山区的山谷地带。流域面积大于1000平方公里的河流有5条，大于100平方公里的有42条。

### 气候
驻马店气候温和，四季分明，冬稍微冷，夏闷热，春秋暖较长。1月平均温1.3℃，7月平均温27.2℃；全年气温14.9℃，降水集中在6至8月，为980毫米，日照充足，约1930小时。
| 驻马店市气象数据（1981年至2010年）                    | 驻马店市气象数据（1981年至2010年） | 驻马店市气象数据（1981年至2010年） | 驻马店市气象数据（1981年至2010年） | 驻马店市气象数据（1981年至2010年） | 驻马店市气象数据（1981年至2010年） | 驻马店市气象数据（1981年至2010年） | 驻马店市气象数据（1981年至2010年） | 驻马店市气象数据（1981年至2010年） | 驻马店市气象数据（1981年至2010年） | 驻马店市气象数据（1981年至2010年） | 驻马店市气象数据（1981年至2010年） | 驻马店市气象数据（1981年至2010年） | 驻马店市气象数据（1981年至2010年） |
| 月份                                                  | 1月                                | 2月                                | 3月                                | 4月                                | 5月                                | 6月                                | 7月                                | 8月                                | 9月                                | 10月                               | 11月                               | 12月                               | 全年                               |
| ----------------------------------------------------- | ---------------------------------- | ---------------------------------- | ---------------------------------- | ---------------------------------- | ---------------------------------- | ---------------------------------- | ---------------------------------- | ---------------------------------- | ---------------------------------- | ---------------------------------- | ---------------------------------- | ---------------------------------- | ---------------------------------- |
| 历史最高温 °C（°F）                                   | 21.3 (70.3)                        | 25.7 (78.3)                        | 30.8 (87.4)                        | 35.8 (96.4)                        | 37.7 (99.9)                        | 41.0 (105.8)                       | 41.9 (107.4)                       | 41.5 (106.7)                       | 38.8 (101.8)                       | 34.7 (94.5)                        | 30.1 (86.2)                        | 21.7 (71.1)                        | 41.9 (107.4)                       |
| 平均高温 °C（°F）                                     | 6.4 (43.5)                         | 9.4 (48.9)                         | 14.5 (58.1)                        | 21.5 (70.7)                        | 27.0 (80.6)                        | 31.1 (88.0)                        | 31.8 (89.2)                        | 30.5 (86.9)                        | 26.9 (80.4)                        | 21.9 (71.4)                        | 15.0 (59.0)                        | 8.6 (47.5)                         | 20.4 (68.7)                        |
| 日均气温 °C（°F）                                     | 1.5 (34.7)                         | 4.2 (39.6)                         | 9.0 (48.2)                         | 15.8 (60.4)                        | 21.2 (70.2)                        | 25.7 (78.3)                        | 27.3 (81.1)                        | 26.0 (78.8)                        | 21.6 (70.9)                        | 16.3 (61.3)                        | 9.6 (49.3)                         | 3.6 (38.5)                         | 15.2 (59.3)                        |
| 平均低温 °C（°F）                                     | −2.5 (27.5)                        | 0.0 (32.0)                         | 4.3 (39.7)                         | 10.2 (50.4)                        | 15.7 (60.3)                        | 20.7 (69.3)                        | 23.5 (74.3)                        | 22.4 (72.3)                        | 17.4 (63.3)                        | 11.8 (53.2)                        | 5.2 (41.4)                         | −0.4 (31.3)                        | 10.7 (51.3)                        |
| 历史最低温 °C（°F）                                   | −18.0 (−0.4)                       | −18.1 (−0.6)                       | −10.0 (14.0)                       | −1.2 (29.8)                        | 4.4 (39.9)                         | 10.7 (51.3)                        | 16.0 (60.8)                        | 13.9 (57.0)                        | 7.1 (44.8)                         | −1.5 (29.3)                        | −8.7 (16.3)                        | −14.8 (5.4)                        | −18.1 (−0.6)                       |
| 平均降水量 mm（）                                     | 21.9 (0.86)                        | 25.0 (0.98)                        | 49.3 (1.94)                        | 51.2 (2.02)                        | 91.6 (3.61)                        | 121.4 (4.78)                       | 235.1 (9.26)                       | 174.9 (6.89)                       | 100.7 (3.96)                       | 62.4 (2.46)                        | 37.7 (1.48)                        | 18.9 (0.74)                        | 990.1 (38.98)                      |
| 平均降水天数（≥ 0.1 mm）                              | 5.3                                | 5.9                                | 8.6                                | 7.9                                | 9.8                                | 9.2                                | 12.7                               | 11.3                               | 9.5                                | 8.7                                | 6.2                                | 4.9                                | 100.0                              |
| 平均相對濕度（％）                                    | 68                                 | 69                                 | 70                                 | 69                                 | 69                                 | 69                                 | 80                                 | 83                                 | 77                                 | 71                                 | 70                                 | 68                                 | 72                                 |
| 月均日照時數                                          | 129.8                              | 122.6                              | 144.0                              | 178.9                              | 192.9                              | 194.9                              | 183.8                              | 176.4                              | 159.4                              | 157.8                              | 144.4                              | 141.8                              | 1,926.7                            |
| 可照百分比                                            | 41                                 | 40                                 | 39                                 | 46                                 | 45                                 | 46                                 | 42                                 | 43                                 | 43                                 | 45                                 | 46                                 | 46                                 | 44                                 |
| 来源：中国气象局（1971−2000年间的降水天数和日照数据） |                                    |                                    |                                    |                                    |                                    |                                    |                                    |                                    |                                    |                                    |                                    |                                    |                                    |

## 政治

### 现任领导
| 机构     | · 中国共产党 · 驻马店市委员会 | 驻马店市人民代表大会 常务委员会 | 驻马店市人民政府   | · 中国人民政治协商会议 · 驻马店市委员会 |
| 职务     | 书记                          | 主任                            | 市长               | 主席                                    |
| -------- | ----------------------------- | ------------------------------- | ------------------ | --------------------------------------- |
| 姓名     | 鲍常勇                        | 李宝清                          | 李跃勇             | 陈锋                                    |
| 民族     | 汉族                          | 汉族                            | 汉族               | 汉族                                    |
| 籍贯     | 河南省宁陵县                  | 河南省汝南县                    | 河南省长垣市       | 河南省信阳市                            |
| 出生日期 | 1965年11月（59歲）            | 1964年8月（60歲）               | 1972年11月（52歲） | 1963年6月（61歲）                       |
| 就任日期 | 2021年9月                     | 2020年5月                       | 2021年7月          | 2017年6月                               |

### 历任领导
| 市委书记 - 卢大伟（2001年1月－2004年1月） - 宋璇涛（2004年2月－2008年1月） - 化有勋（2008年3月－2011年5月） - 马正跃（2011年5月－2013年4月） - 刘国庆（2013年4月－2014年4月） - 余学友（2014年4月－2017年11月） - 陈星（2017年12月－2021年7月） - 蒿慧杰（2021年7月－2021年9月） - 鲍常勇（2021年9月－） | 市长 - 宋璇涛（2001年1月－2004年2月） - 化有勋（2004年2月－2008年3月） - 刘国庆（2008年3月－2013年4月） - 武国定（2013年4月－2015年3月） - 陈星（2015年4月－2017年12月） - 朱是西（2017年12月－2021年7月） - 李跃勇（2021年7月－） |

### 行政区划
驻马店市现辖1个市辖区、9个县。
- 市辖区：驿城区
- 县：西平县、上蔡县、平舆县、正阳县、确山县、泌阳县、汝南县、遂平县、新蔡县

驻马店经济开发区是驻马店市设立的省级经济开发区。
自2011年6月起，新蔡县成为河南省省直管试点县，赋予部分省辖市享有的经济和财政管理权限，但行政上仍由驻马店市领导。

## 人口
2021年末，全市常住人口692.20万人，其中城镇常住人口312.67万人，乡村常住人口379.53万人；常住人口城镇化率为45.17%，比上年末提高1.03个百分点。全年出生人口5.2万人，人口出生率为7.46‰。
根据2020年第七次全国人口普查，全市常住人口为7,008,427人。同第六次全国人口普查的7,231,234人相比，十年共减少了222,807人，下降3.08%，年平均增长率为-0.31%。其中，男性人口为3,474,414人，占总人口的49.57%；女性人口为3,534,013人，占总人口的50.43%。总人口性别比（以女性为100）为98.31。0－14岁的人口为1,759,206人，占总人口的25.1%；15－59岁的人口为3,861,299人，占总人口的55.1%；60岁及以上的人口为1,387,922人，占总人口的19.8%，其中65岁及以上的人口为1,102,021人，占总人口的15.72%。居住在城镇的人口为3,093,633人，占总人口的44.14%；居住在乡村的人口为3,914,794人，占总人口的55.86%。
自70年代实行计划生育以来，计划生育取得显著成绩，人口过快增长的势头得到了有效遏制。1974年全市人口出生率为29.03‰，自然增长率为22.42‰，到1999年全市人口出生率达到13.12‰，自然增长率7.11‰，与1974年相比，自然增长率下降了15.7‰。

### 民族
全市常住人口中，汉族人口为6,956,760人，占99.26%；各少数民族人口为51,667人，占0.74%。与2010年第六次全国人口普查相比，汉族人口减少218,761人，下降3.05%，占总人口比例增加0.03个百分点；各少数民族人口减少4,046人，下降7.26%，占总人口比例下降0.03个百分点。
驻马店以汉族为主，约占全市总人口的99.9%，还有回族、蒙古族、维吾尔族、满族、苗族等51个少数民族人口、约占全市总人口的0.1%。

## 交通
驻马店市交通便利，京广铁路纵贯南北，途经确山、市区、遂平、西平，单程全长115.29公里，设车站12个，其中驻马店车站为一等甲级客货中间站。地方铁路狭轨拥有线路一百公里左右，另有规划沪西铁路等。境内京广铁路、京广高铁、京珠高速公路、大广高速公路、阜南高速公路和106、107国道贯穿全境，省道、县道纵横交错，四通八达，北至新郑机场、南到武汉天河机场不足2小时的路程，驻马店确山机场即将建成使用，距市区仅20多公里。2008年末，全市高速公路375.954公里，农村公路16775.191公里，干线公路1342.682公里，公路密度为每百平方公里有123.29公里。

### 铁路
- 京廣铁路
- 京廣高速鐵路
- 规划中：沪西铁路

### 高速公路
- 京港澳高速驻马店段
- 大广高速平舆、新蔡段
- 沪陕高速泌阳段
- 新泌高速公路
- 焦桐高速公路

### 国省道
- 106国道
- 107国道
- 206省道
- 213省道
- 219省道
- 331省道
- 333省道
- 334省道
- 335省道

## 全国重点文物保护单位
- 中共中央中原局旧址
- 蔡国故城
- 酒店冶铁遗址
- 杨台寺遗址
- 下河湾冶铁遗址
- 宝严寺塔
- 悟颖塔
- 嵖岈山卫星人民公社旧址
- 董桥遗址
- 台子寺遗址
- 天堂寺遗址
- 葛陵故城
- 沈国故城
- 正阳石阙
- 秀公戒师和尚塔

## 旅游
- 嵖岈山风景区
- 薄山湖国家级森林公园
- 铜山省级风景名胜区
- 乐山国家级森林公园风景区
- 竹沟风景区
- 宿鸭湖风景区
- 南海禪寺

## 特产
十三香清真调味品、驻马店小磨香油：中国地理标志产品。

## 外部連結
- 驻马店市人民政府